# Al Qadsia
Al-Qadsia (arab. ‏نادي القادسية الرياضي‎) – kuwejcki klub piłkarski z siedzibą w stolicy Kuwejt, występujący w Kuwaiti Premier League.

## Sukcesy
- 12-krotny mistrz Kuwejtu: 1969, 1971, 1973, 1975, 1976, 1978, 1992, 1999, 2003, 2004, 2005, 2009[1]
- 12-krotny zdobywca Pucharu Emira Kuwejtu: 1965, 1967, 1968, 1972, 1974, 1975, 1979, 1989, 1994, 2003, 2004, 2007[2]
- 1-krotny zdobywca Superpucharu Kuwejtu[3]
- 1-krotny półfinalista Azjatyckiej Ligi Mistrzów[4]
- 1-krotny finalista Pucharu AFC: 2010